# Марцело Брозовић
Марцело Брозовић (Загреб, 16. новембар 1992) је хрватски фудбалер који тренутно наступа за Ел Наср и репрезентацију Хрватске.

## Клупска каријера

### Младост
Брозовић је фудбалску каријеру започео у загребачком Хрватском драговољцу. Деби као професионалац имао је 24. јула 2010. године, када је одиграо пуних 90 минута на утакмици против Динамо Загреба, а његов тим био је поражен резултатом 1–4. Први гол постигао је 18. марта 2011. године на утакмици против Карловца.

### Локомотива Загреб
У јулу 2011. године потписао је уговор са Локомотивом Загреб. Одиграо је 27 лигашких мечева у лиги и постигао 4 гола. 

### Динамо Загреб
У августу 2012. године потписао је седмогодишњи уговор са Динамом Загреб. Прву утакмицу за тим имао је 14. септембра 2012. године, на мечу против Осијека. Неколико дана касније имао је свој први наступ у оквиру Лиге шампиона, када је одиграо читавих 90 минута на терену, на мечу против Порта. Први гол за Динамо постигао је 14. априла 2013. године на мечу против Интер Запрешића.
Прву сезону у Динамо завршио је са 30 одиграних утакмица, од тога 23 у лиги, са два постигнута гола.

### Интер Милано
За милански Интер заиграо је у јануару 2015. године. Прву утакмицу одиграо је 1. фебруара 2015. године на мечу против Сасуола. Први гол за Интер постигао је против Емполија. У првој сезони за Интер одиграо је 15 утакмица, на 13 њих био стартни играч, а постигао је један гол.

## Репрезентативна каријера
Брозовић је дуго година наступао за младе категорије фудбалске репрезентације Хрватске.
Уврштен је на списак играча од стране Ника Ковача, за Светско првенство 2014. године, када је и одиграо прву утакмицу за сениорску селекцију Хрватске, против репрезентације Аустралије. Први гол у дресу Хрватске постигао је на мечу против селекције Бразила, која је победила, резултатом 1–3.
Од Светског првенства 2014. године играо је редовно у првој постави репрезентације Хрватске.
У мају је позван у тим репрезентације Хрватске за Европско првенство 2016. године, као и у тим за Светско првенство у фудбалу 2018. које је одржано у Русији.

## Статистика каријере

### Клупска
До 3. јуна 2023.
| Клуб                | Сезона            | Лига               | Лига | Лига | Куп | Куп | Европа | Европа | Остало | Остало | Укупно | Укупно |
| Клуб                | Сезона            | Лига               | Ута  | Гол  | Ута | Гол | Ута    | Гол    | Ута    | Гол    | Ута    | Гол    |
| ------------------- | ----------------- | ------------------ | ---- | ---- | --- | --- | ------ | ------ | ------ | ------ | ------ | ------ |
| Хрватски драговољац | 2010/11           | Прва лига Хрватске | 22   | 1    | 1   | 0   | —      | —      | —      | —      | 23     | 1      |
| Локомотива          | 2011/12           | Прва лига Хрватске | 27   | 4    | —   | —   | —      | —      | —      | —      | 27     | 4      |
| Локомотива          | 2012/13           | Прва лига Хрватске | 6    | 1    | 1   | 1   | —      | —      | —      | —      | 7      | 2      |
| Локомотива          | Укупно            | Укупно             | 33   | 5    | 1   | 1   | —      | —      | —      | —      | 34     | 6      |
| Динамо Загреб       | 2012/13           | Прва лига Хрватске | 23   | 2    | 1   | 0   | 6      | 0      | —      | —      | 30     | 2      |
| Динамо Загреб       | 2013/14           | Прва лига Хрватске | 27   | 6    | 6   | 1   | 8      | 1      | 1      | 0      | 42     | 8      |
| Динамо Загреб       | 2014/15           | Прва лига Хрватске | 14   | 1    | 0   | 0   | 12     | 2      | 1      | 0      | 27     | 3      |
| Динамо Загреб       | Укупно            | Укупно             | 64   | 9    | 7   | 1   | 26     | 3      | 2      | 0      | 99     | 13     |
| Интер               | 2014/15           | Серија А           | 15   | 1    | 1   | 0   | —      | —      | —      | —      | 16     | 1      |
| Интер               | 2015/16           | Серија А           | 32   | 4    | 3   | 3   | —      | —      | —      | —      | 35     | 7      |
| Интер               | 2016/17.          | Серија А           | 23   | 4    | 2   | 0   | 3      | 1      | —      | —      | 28     | 5      |
| Интер               | 2017/18.          | Серија А           | 31   | 4    | 2   | 0   | —      | —      | —      | —      | 33     | 4      |
| Интер               | 2018/19           | Серија А           | 32   | 2    | 2   | 0   | 8      | 0      | —      | —      | 42     | 2      |
| Интер               | 2019/20           | Серија А           | 32   | 3    | 3   | 0   | 11     | 0      | —      | —      | 46     | 3      |
| Интер               | 2020/21.          | Серија А           | 33   | 2    | 4   | 0   | 5      | 0      | —      | —      | 42     | 2      |
| Интер               | 2021/22.          | Серија А           | 35   | 2    | 4   | 0   | 8      | 1      | 1      | 0      | 48     | 3      |
| Интер               | 2022/23.          | Серија А           | 28   | 3    | 3   | 0   | 8      | 0      | 0      | 0      | 39     | 3      |
| Укупно              | Укупно            | Укупно             | 261  | 25   | 24  | 4   | 43     | 2      | 1      | 0      | 329    | 31     |
| Укупно у каријери   | Укупно у каријери | Укупно у каријери  | 380  | 40   | 33  | 6   | 69     | 5      | 3      | 0      | 485    | 51     |

### Репрезентативна
Ажурирано 28. априла 2023.
| Репрезентација | Година | Утакмице | Голови |
| -------------- | ------ | -------- | ------ |
| Хрватска       | 2014   | 7        | 1      |
| Хрватска       | 2015   | 7        | 2      |
| Хрватска       | 2016   | 11       | 3      |
| Хрватска       | 2017   | 7        | 0      |
| Хрватска       | 2018   | 12       | 0      |
| Хрватска       | 2019   | 7        | 0      |
| Хрватска       | 2020   | 4        | 0      |
| Хрватска       | 2021   | 15       | 1      |
| Хрватска       | 2022   | 13       | 0      |
| Хрватска       | 2023   | 6        | 0      |
| Укупно         | Укупно | 89       | 7      |

### Голови за репрезентацију
До 13. децембра 2022.
| Бр. | Датум             | Место                                              | Противник  | Гол | Резултат | Такмичење                                |
| --- | ----------------- | -------------------------------------------------- | ---------- | --- | -------- | ---------------------------------------- |
| 1   | 13. октобар 2014  | Стадион Градски врт, Осијек, Хрватска              | Азербејџан | 4:0 | 6:0      | Квалификације за УЕФА Еуро 2016.         |
| 2   | 28. март 2015     | Стадион Максимир, Загреб, Хрватска                 | Норвешка   | 1:0 | 5:1      | Квалификације за УЕФА Еуро 2016.         |
| 3   | 17. новембар 2015 | Стадион Олимп 2, Ростов на Дону, Русија            | Русија     | 2:1 | 3:1      | Пријатељска утакмица                     |
| 4   | 23. март2016      | Стадион Градски врт, Осијек, Хрватска              | Израел     | 2:0 | 2:0      | Пријатељска утакмица                     |
| 5   | 12. новембар 2016 | Стадион Максимир, Загреб, Хрватска                 | Исланд     | 1:0 | 2:0      | Квалификације за Светско првенство 2018. |
| 6   | 12. новембар 2016 | Стадион Максимир, Загреб, Хрватска                 | Исланд     | 2:0 | 2:0      | Квалификације за Светско првенство 2018. |
| 7   | 4. септембар 2021 | Национални фудбалски стадион, Братислава, Словачка | Словачка   | 1:0 | 1:0      | Квалификације за Светско првенство 2022. |

## Највећи успеси

### Динамо Загреб
- Првенство Хрватске (2) : 2012/13, 2013/14.
- Суперкуп Хрватске (1) : 2013.

### Интер
- Серија А (1) : 2020/21.
- Куп Италије (2) : 2021/22, 2022/23.
- Суперкуп Италије (2) : 2021, 2022.
- Лига шампиона : финале 2022/23.

### Ел Наср
- Арапски клупски куп шампиона (1) : 2023.